# Liste der Monuments historiques in Baldenheim
Die Liste der Monuments historiques in Baldenheim führt die Monuments historiques in der französischen Gemeinde Baldenheim auf.

## Liste der Bauwerke
| Bezeichnung            | Beschreibung | Standort                 | Kennzeichnung | Schutzstatus | Datum | Bild           |
| ---------------------- | --- | ------------------------ | ------------- | ------------ | ----- | -------------- |
| Immeuble Boegler       | auch „Ferme-auberge Au Cerf“; Fachwerkhaus mit Loggia und Hoftor, um 1700                                                                                               | 4, rue principale (Lage) | PA00084596    | Classé       | 1929  | weitere Bilder |
| Protestantische Kirche | ehemals St-Blaise; um 1200 gebaut, Glockenturm und Chor im 15. Jahrhundert ergänzt; mit Wandmalereien des 14. Jahrhunderts und Grabsteinen des 16. bis 18. Jahrhunderts | Rue de l’Eglise (Lage)   | PA00084595    | Classé       | 1970  | weitere Bilder |